# 네덜란드 동인도 회사
동인도 연합 회사(東印度聯合會社, 네덜란드어: Vereenigde Oostindische Compagnie, VOC, 영어: United East India Company), 흔히 네덜란드 동인도 회사(和蘭東印度會社, 인도네시아어: Perusahaan Hindia Timur Belanda, 영어: Dutch East India Company)는 네덜란드에서 인도, 동남아시아 지역으로의 경제적 진출을 위해 1602년에 세운 칙허 회사이다. 다국적 기업이며, 처음으로 주식을 발행한 최초의 주식회사이기도 하다.
조선에 억류된 서양사람으로 널리 알려진 헨드리크 하멜과 얀 야너스 벨테브레이은 동인도 회사에 고용되어 일한 선원이었다.

## 동인도 회사 설립

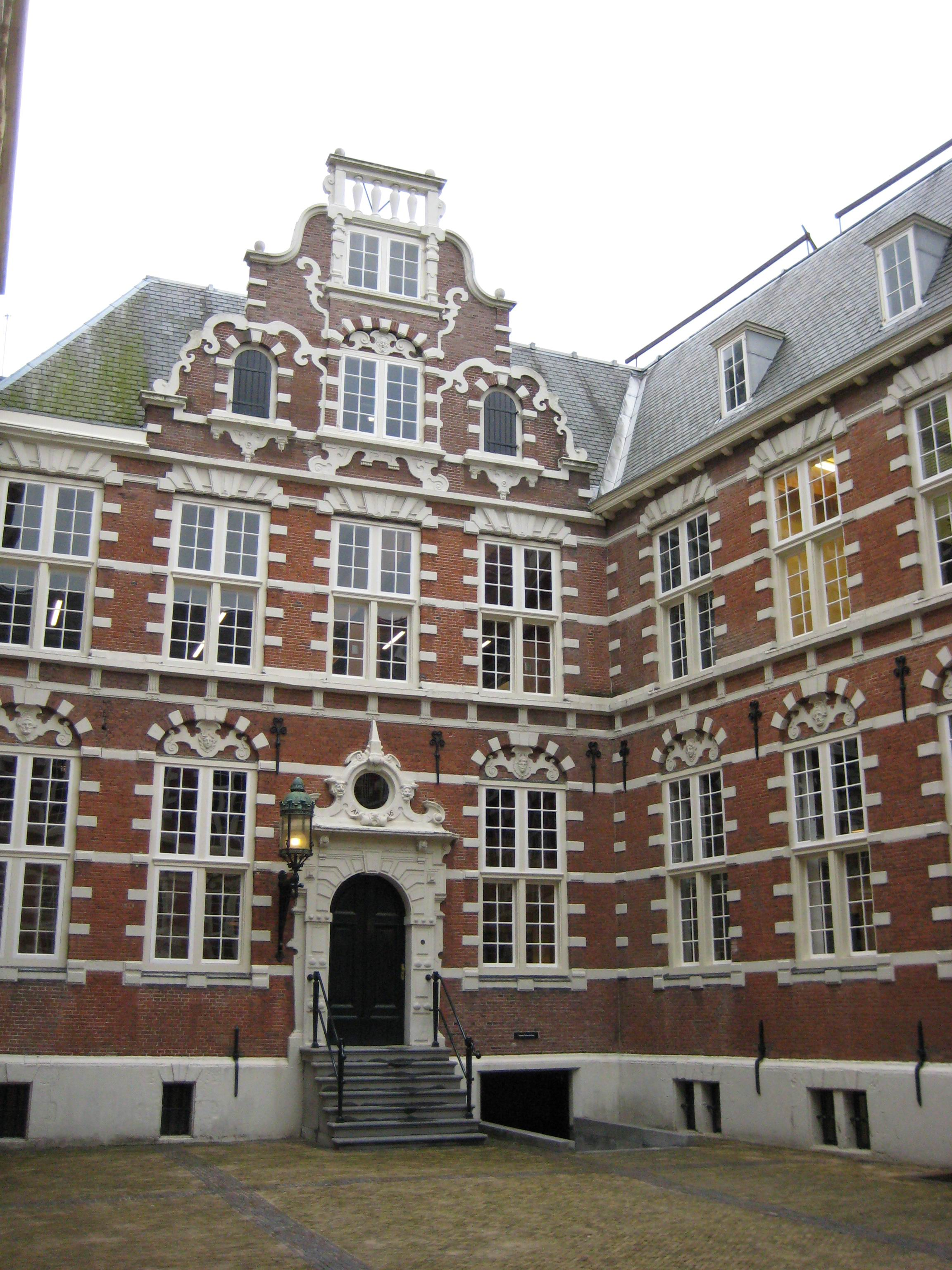
암스테르담의 네덜란드 동인도 회사의 본부

네덜란드 상인은 동인도 물산을 리스본에서 발트해 상품과의 교환으로 획득하고 있었는데, 스페인의 압력으로 물러나게 되자, 동인도와의 직접무역의 기운이 높아져 먼저 1594년 암스테르담에 장거리 회사가 설립되었으며, 그 후 동종의 회사 설립과 합병과정을 거쳐 1600년 암스테르담에 동인도 회사가 설립되고, 연달아 홀란트 등에 약 10개의 동인도 기업회사가 난립했다. 이 때문에 각 기업간의 불이익이 초래되었고, 스페인에 대항하기 위해서도 통합이 필요하게 되어 의회의 요구에 따라 동인도 무역의 여러 회사는 1602년에 네덜란드 동인도회사로 통합되었다.

## 동양무역의 번성
16세기에는 향료무역을 경영한 포르투갈인이 몰루카 제도를 중심으로 활약했으나, 16세기 말 네덜란드 상인이 자와섬의 반탐에 상관을 열고 개척의 기초를 이룩했다. 1600년 영국 동인도회사가 설립되자 이에 자극받은 네덜란드 정부는 1602년 네덜란드 동인도회사를 설립하여 동양무역의 독점권을 주었다. 네덜란드 동인도회사는 바타비아(자카르타)에 총독정청을 두어 포르투갈, 영국 세력을 쫓아내고, 17세기에는 동양무역에 우월적 지위를 확립하여 당시 세계 최대의 무역회사로 성장하였다.
일본 무역을 사실상 독점하여 당시 국제 결제 수단이었던 은화의 수입원을 마련하였고, 이를 바탕으로 동양 국가들 간의 국제 무역 또한 장악하였다.(로마 가톨릭을 전도를 하는 스페인과 포르투갈과는 달리, 개신교를 믿는 네덜란드는 선교활동을 하지 않았다. 따라서 기독교를 탄압하던 에도 막부는 네덜란드를 유일한 거래상대로 여겼다)
점령지역에서는 제국주의적 면모를 보여 많은 수탈을 행했다. 자와섬의 토후를 지배하고, 인도네시아 원주민들을 값싼 월급으로 고용했으며, 직원들이 개인적으로 상품을 거래하는 것을 금지하였다. 남방의 향료, 커피, 쪽(藍), 설탕의 획득에는 원주민의 봉건적인 공납이나 약탈이라고 보는게 정확할 매상을 강요하였고, 가장 중요한 정향(丁香), 육두구(肉荳蔲)는 생산지를 한정시켜 노예재배제를 실시하였다.

## 쇠퇴

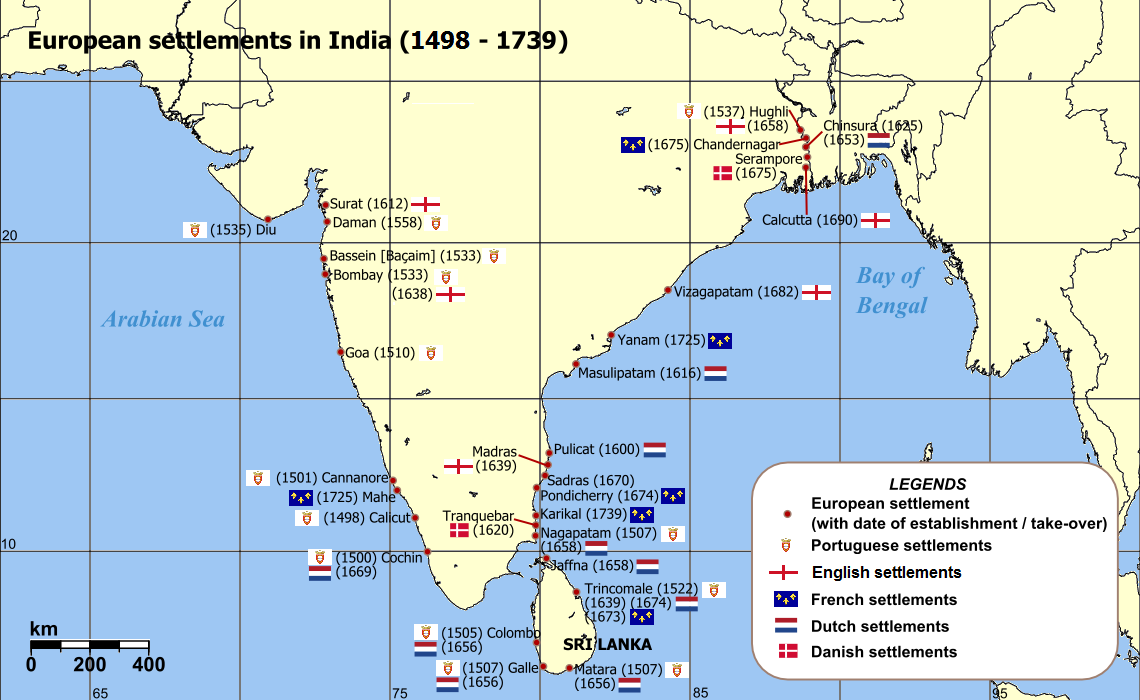
인도의 네덜란드 및 기타 유럽인들의 정착지

회사의 번영은 17세기 네덜란드의 세계적 지위의 상징이었으나, 17세기 후반 이후 네덜란드와 영국과의 대립에서 점차 인도를 거점으로 하는 영국 세력에게 압도되어 1799년 동인도회사는 해산, 네덜란드 정부의 직접 지배를 받게 되어 네덜란드령 동인도라고 부르게 되었다.
프랑스 혁명 전쟁 및 나폴레옹 전쟁 때, 자와는 영국에게 점령되어 래플즈에 의해 식민정책의 대개혁이 단행되었다. 나폴레옹 전쟁 후 다시 네덜란드의 통치가 시작되어 강제재배제가 시행되었다. 즉 인도네시아 사람들은 네덜란드의 번영과 경제적인 회복을 위해 희생된 것이다. 뉴기니, 발리, 보르네오, 수마트라 등이 네덜란드의 직접 지배하에 들어갔다.
19세기 말부터 원주민의 자각이 높아져 제2차 세계대전 중 일본군에게 점령되었다가, 전후 원주민이 독립운동을 전개하여 인도네시아 공화국이 수립되었다.

## 같이 보기
- 동인도 회사
- 머스코비 회사
- 덴마크 동인도 회사
- 네덜란드 서인도 회사
- 프랑스 동인도 회사
- 덴마크 서인도 회사
- 허드슨 베이 회사
- 미시시피 계획
- 남해회사
- 스웨덴 동인도 회사
- 러시아-아메리카 회사

## 참고 문헌
- 이 문서에는 다음커뮤니케이션(현 카카오)에서 GFDL 또는 CC-SA 라이선스로 배포한 글로벌 세계대백과사전의 내용을 기초로 작성된 글이 포함되어 있습니다.